# Daoud Wais
Daoud Wais (Ciudad de Yibuti, 6 de diciembre de 1986) es un futbolista de Yibuti que juega en la posición de defensa y que actualmente juega en el Arta/Solar7 de la Primera División de Yibuti.

## Carrera

### Club
Inicío su carrera en 2010 con el AS Ali Sabieh Djibouti Télécom con el que jugó 10 temporadas y fue campeón nacional en 6 ocasiones para luego unirse al Arta/Solar7 en 2020 y ganar el título nacional en 2020/21.

### Selección nacional
Jugó para Yibuti por primera vez en 2008 y su primer gol lo anotó el 23 de noviembre de 2019 en la victoria por 3-0 ante Mauricio en un partido amistoso jugado en ciudad de Yibuti. Actualmente es el jugador con más apariciones con la selección nacional.

## Logros
ASAS Djibouti Télécom
- Primera División de Yibuti: 6

2012-13, 2013-14, 2014-15, 2015-16, 2016-17, 2017-18
Arta/Solar7
- Primera División de Yibuti: 1

2020-21